# Aphaenogaster hesperia
Aphaenogaster hesperia é uma espécie de inseto do gênero Aphaenogaster, pertencente à família Formicidae.